# Quim
Joaquim Manuel Sampaio da Silva známý též jen jako Quim (* 13. listopadu 1975 Vila Nova de Famalicão) je bývalý portugalský fotbalový brankář. Portugalsko reprezentoval v letech 1999–2008, ve 32 zápasech. Získal stříbrnou medaili na mistrovství Evropy v roce 2004 a bronzovou na mistrovství Evropy 2000. Krom toho se zúčastnil mistrovství světa 2006, kde Portugalci skončili na 4. místě. S Benficou Lisabon se stal dvakrát mistrem Portugalska (2004–05, 2009–10), hrál za ni v letech 2004–2010, krom toho chytal ještě za Bragu (1994–2004, 2010–2013) a CD Aves (2013–2018).